# Superhumeral

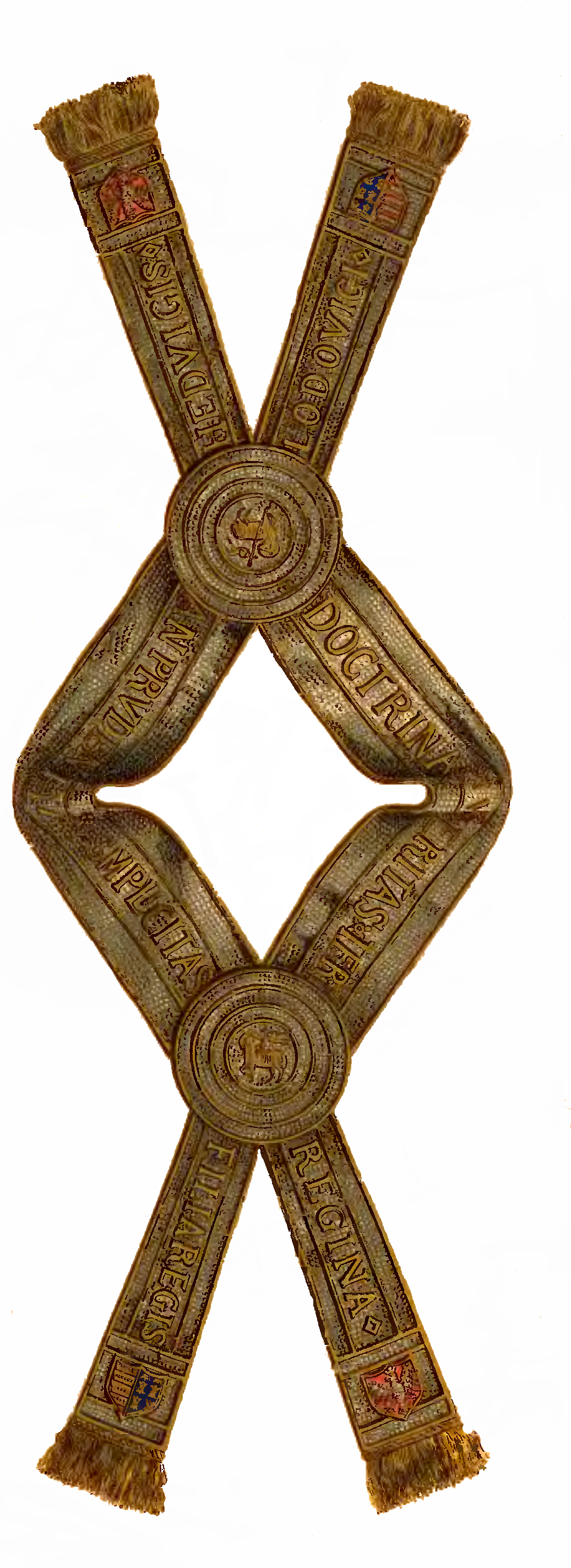
Superhumeral donat a l'arquebisbe de Cracòvia per la reina santa Eduvigis de Polònia el 1384/85.

Un  superhumeral (del llatí super, "sobre" i [h]umerus, "espatlla", per tant, una indumentària "sobre l'espatlla"), és una vestimenta litúrgica usada exclusivament pels bisbes, majoritàriament a l'Església Catòlica Romana. Es caracteritza principalment com un ornament humeral, però també adorna el pit i l'esquena, i es porta per sobre la casulla.
Durant l'edat mitjana va ser usat per diversos bisbes, principalment en el Sacre Imperi Romanogermànic, en seus com Ratisbona, Praga i Lieja. El seu ús va morir en gran manera al segle xiii, encara que hi ha proves que es va usar a Reims fins al segle xvi. Alguns superhumerals es poden trobar conservats a Eichstätt, Bamberg i Ratisbona. Les primeres imatges de superhumerals que existeixen són dues imatges del Bisbe Sigebert de Minden, una miniatura i una tauleta d'ivori, que van ser incorporades a un ordinal de la Missa pertanyent al bisbe.
Els únics bisbes que usen el superhumeral al segle xxi són:
- el bisbe d' Eichstätt, Alemanya – Gregor Maria Franz Hanke, OSB (des de 2006),
- l'arquebisbe metropolità de Paderborn, Alemanya – Hans-Josef Becker (des de 2003),
- el bisbe de Toul, ara Nancy (-Toul),[2] França – Jean-Louis Papin (des de 1999),
- l' arquebisbe metropolità de Cracòvia, Polònia – Marek Jędraszewski (des del 2017).

El superhumeral actual és un collar humeral, ornamentada al capdavant i enrere amb apèndixs.
El superhumeral és ocasionalment utilitzat pels episcopi vagantes a l'Església ortodoxa cristiana celta, una petita comunitat amb vincles històrics amb l'antiga església catòlica i l'ortodòxia oriental.

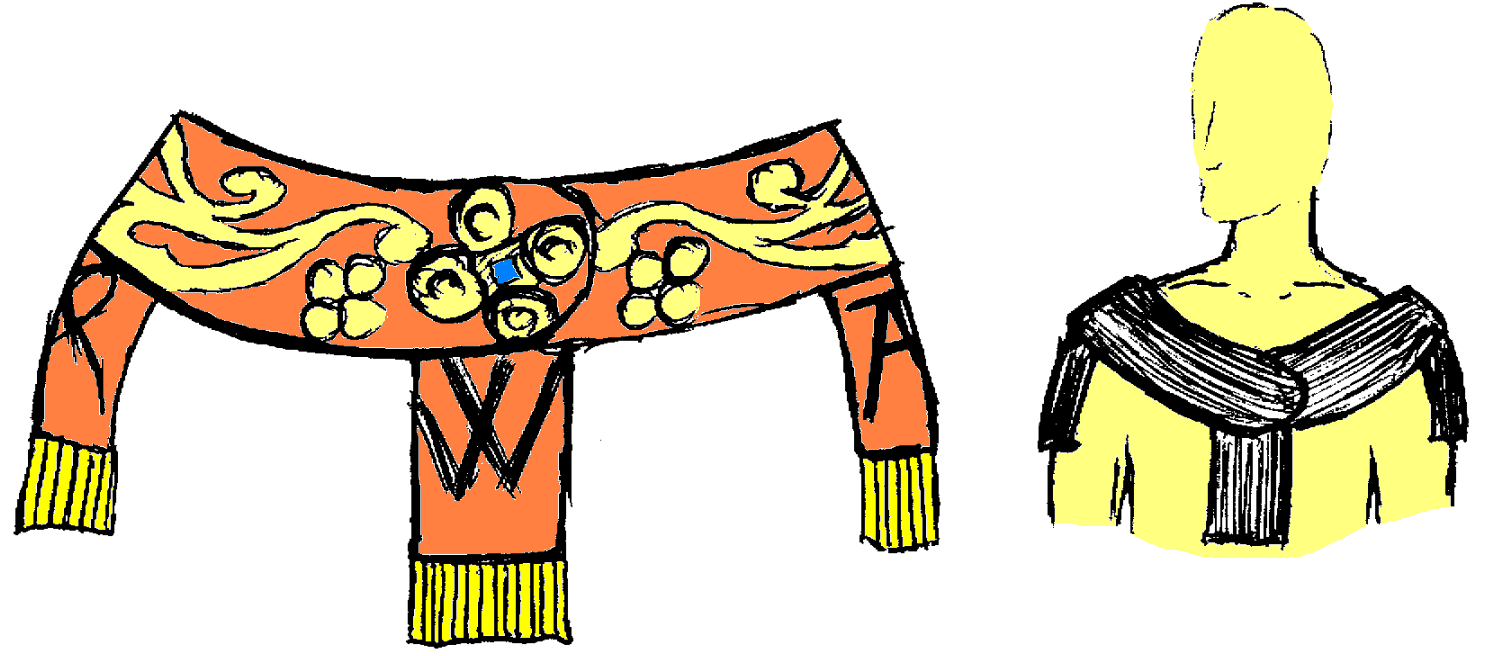
Superhumeral
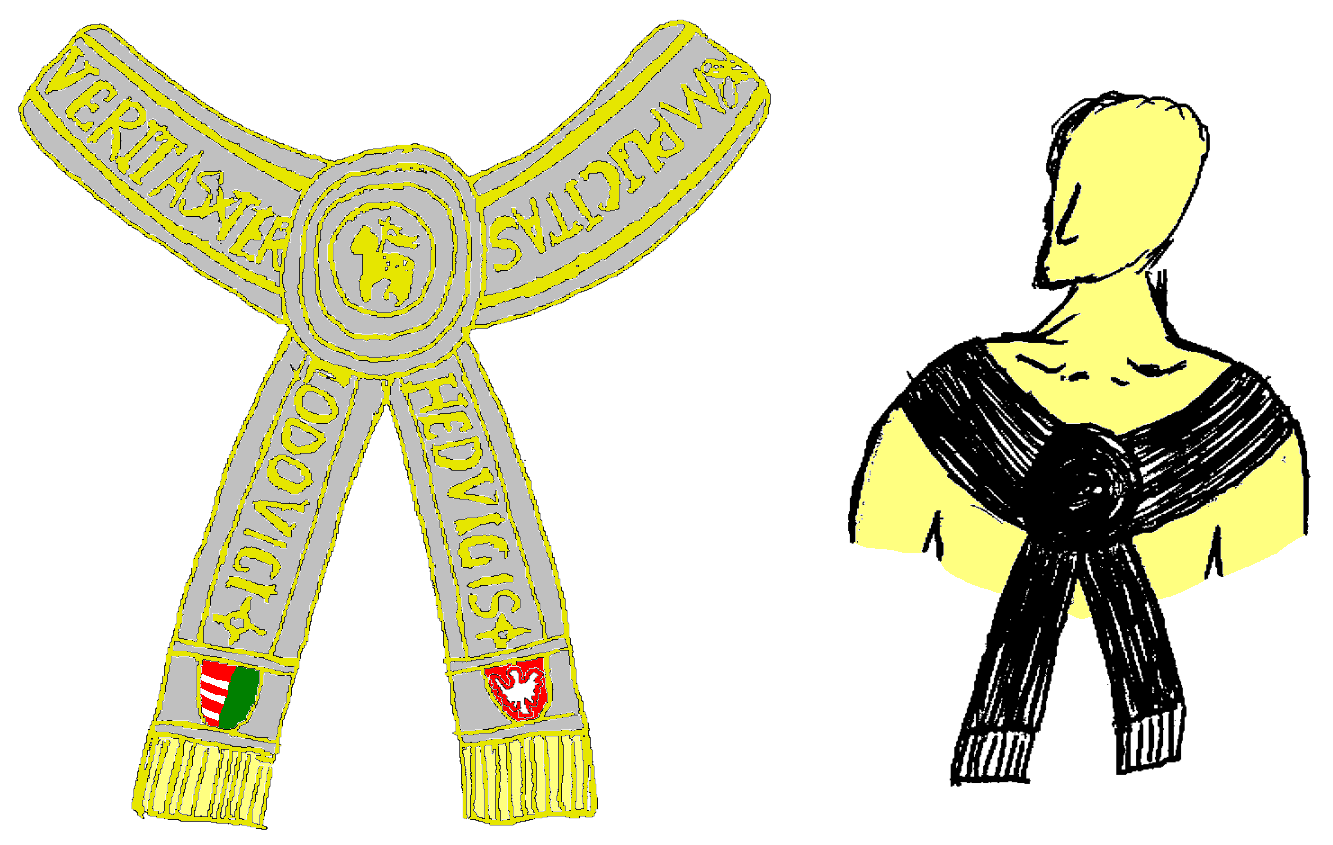
Superhumeral com es porta a Cracòvia
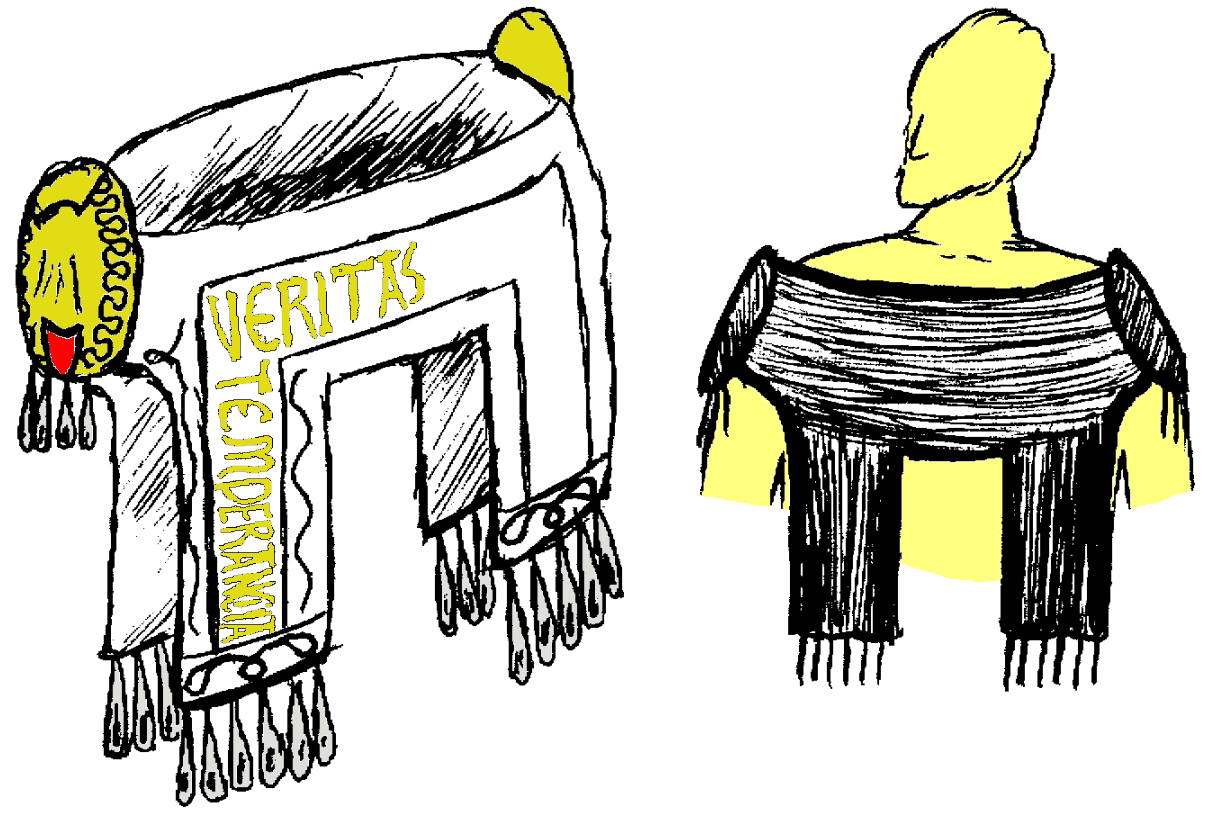
Superhumeral com es porta a Eichstätt